# Параскаридоз
Параскаридоз — это хроническое инфекционное заболевание лошадей и ослов, которое вызвано паразитическими червями семейства Ascaridae подряда Ascaridata и характеризуется нарушениями пищеварительной и дыхательной системы.

## Жизненный цикл
Паразит является геогельминтом.
Яйца выделяются из зараженного животного с калом и созревает в грунте.
Заражение происходит через заглатывание зрелых яиц с кормом или водой. Благодаря защитным оболочкам, гельминты проходят сквозь желудочный сок и невредимыми попадают в двенадцатиперстную кишку. Здесь из яйца выходят личинки, которые травмируют слизистую оболочку кишечника и попадают в кровоток. С течением крови они проходят через печень и правый желудочек сердца, пока не попадают в лёгкие.
Используя кислород, личинки развиваются до половозрелой особи за 2-3 месяца.
После этого паразит механически раздражает нервные окончания, вызывает кашель и поднимается в глотку. Здесь заглатывается в желудочно-кишечный тракт и возвращается в кишечник. Здесь гельминт паразитирует ещё несколько лет, размножаясь и питаясь едой хозяина.
Диагностика: Клинические признаки, свойственные параскаридозу, не дают основания ставить диагноз на это заболевание, так как они недостаточно специфичны. Для точного определения болезни необходимы специальные гельминтологические исследования. С этой целью может быть использована гельминтоскопия.